# Gabtali
Gabtali är ett underdistrikt i Bangladesh. Det ligger i den centrala delen av landet, 160 km nordväst om huvudstaden Dhaka.
Trakten runt Gabtali består till största delen av jordbruksmark. Runt Gabtali är det mycket tätbefolkat, med 1 056 invånare per kvadratkilometer.